# Китови зубани
Китови зубани (Odontoceti) су парворед китова који укључује делфине, плискавице, уљешуре и све друге китове који имају зубе. Описане су 73 врсте китова зубана. Они су једна од две још живе групе китова, а друга су китови усани (Mysticeti), који имају усни филтрациони систем уместо зуба. Верује се да су се две групе раздвојиле пре око 34 милиона година.
Китови зубани се крећу у величини од 1,4 м и 54 кг код калифорнијске морске свиње до 20 m (66 ft) и 55 т код уљешуре. Неколико врста одонтоцета показује полни диморфизам по томе што постоје разлике у величини или друге морфолошке разлике између женки и мужјака. Имају аеродинамична тела и два екстремитета који су модификовани у пераја. Неки могу да пливају брзином до 20 чворова. Одонтоцете имају конусне зубе дизајниране за хватање рибе или лигњи. Имају добро развијен слух, који је добро прилагођен и за ваздух и за воду, толико да неки могу преживети чак и ако су слепи. Неке су врсте добро прилагођене за роњење до великих дубина. Скоро сви имају слој масти или сала испод коже да би се загрејали у хладној води, осим речних делфина.
Китови зубани укључују неке од најраспрострањенијих врста сисара, али неки су, као на пример калифорнијска морска свиња, ограничени на одређена подручја. Одонтоцете се претежно хране рибом и лигњама, али се неколико њих, попут китова убица, хране сисарима, као што су перајари. Мужјаци се обично паре с више женки сваке године, али женке се паре само сваке две до три године, што их чини полигинима. Младунци се обично рађају у пролеће и лето, а женке сносе одговорност за одгој, али друштвене врсте се ослањају на породичну групу која ће се бринути о младунцима. Многе врсте, углавном делфини, врло су друштвене, а нека јата достижу и до хиљаду јединки.
У прошлости ловљени, јер су делови тела неких врста коришћени као сировина за израду одређених производа, китови су сада заштићени међународним правом. Неким се врстама приписује висок ниво интелигенције. На састанку Америчког удружења за унапређење науке 2012. године, поновљена је подршка за закон о китовима који је навео китове као нељудске особе. Осим китолова и лова делфина мрежама, они се такође суочавају са пријетњама због случајног улова и загађења мора. Међународна Унија за Заштиту Природе, на пример, сматра да је кинески речни делфин (Lipotes vexillifer) функционално изумро, а последњи пут је виђен 2004. године, због великог загађења реке Јангце.
Китови се повремено приказују у литератури и на филму, као велика бела уљешура у роману Моби Дик Хермана Мелвила. Мали одонтоцети, углавном делфини, држе се у заточеништву и обучавају за извођење трикова. Гледање китова постало је облик туризма широм света.

## Таксономија

### Историја истраживања
Цев у глави, кроз коју ова врста рибе узима дах и пљује воду, налази се испред мозга и завршава се споља у једноставној рупи, али унутра је подељена нисходном коштаном преградом, као да су две носнице; али испод тога се поново отвара у устима у празнину.

–John Ray, 1671, најранији опис дисајних путева кита
У Аристотелово време, у четвртом веку пре нове ере, китови су сматрани рибама због њихове површне сличности. Аристотел је, међутим, већ могао да види многе физиолошке и анатомске сличности са копненим кичмењацима, као што су крв (циркулација), плућа, материца и анатомија пераја. Римљани су асимиловали његове детаљне описе, али су их помешали са више тачног знања о делфинима, као што је Плиније Старији споменуо у својој Природној историји. У уметности овог и наредних периода делфини су приказани с главом високог лука (типичном за морске свиње) и дугом њушком. Лучка плискавица је једна од најприступачнијих врста за ране проучаваоце китова, јер се могла видети врло близу копна, насељавајући плитка приморска подручја Европе. Многи налази који се односе на све китове прво су откривени код морских свиња. Један од првих анатомских описа дисајих путева китова на основу лучке морске свиње датира из 1671. године од стране Џона Реја. Ипак се морска свиња спомињала као риба.

### Еволуција
Китови зубани, као и китови усани, потомци су копнених сисара из реда парнопрстих копитара. Они су уско повезани са нилским коњем, који деле заједничког претка који је живео пре око 54 милиона година (миа). Примитивни китови, или археоцети, први су пут прешли у море отприлике 49 миа и постали 5 до 10 милиона година касније потпуно водене животиње. Преци китова зубана и китова усана раздвојили су се у раном олигоцену. То је последица промене климе јужних океана која је утицала на животну средину планктона који су јели ови китови.
Прилагођавање ехолокације и појачана синтеза масти у поткожном салу догодили су се када су се китови зубани одвојили од китова усана, и разликју модерне китове зубане од потпуно водених археоцета. То се догодило пре око 34 милиона година. За разлику од китова зубана, китови усани немају на површини накупине воска, нити разгранате киселине масних ланаца. Дакле, новија еволуција ових сложених одлика сала догодила се након што су се китови усани и китови зубани раздвојили, и то само у линији китова зубана.
 Модерни назубљени китови не ослањају се на свој вид, већ више на сонаре како би ловили плен. Ехолокација је такође омогућила да назубљени китови роне дубље у потрази за храном, јер светлост више није потребна за навигацију, што отвара нове изворе хране. Китови зубани (Odontocetes) ехолоцирају стварајући низ кликова емитованих на различитим фреквенцијама. Звучни импулси се емитују кроз њихова чела у облику диње, одбијају се од предмета и преузимају кроз доњу вилицу. Лобања Squalodon-а показује доказе за прву хипотетску појаву ехолокације. Сквалодон је живео од раног до средњег олигоцена до средњег миоцена, око 33-14 миа. Сквалодон је имао неколико заједничких одлика са модерним Одонтоцетима. Лобања је био добро сабијена, кљун је избочен споља (карактеристичан за модерни парвордер Одонтоцети), што је Сквалодону дало изглед сличан изгледу модерних китова зубана. Међутим, сматра се мало вероватним да су сквалодонтиди директни преци данашњих делфина.

### Класификација
- Parvorder Odontoceti: китови зубани
  - Натпородица Delphinoidea: делфини и сродници
    - Породица Delphinidae: океански делфини
      - Потпородица Delphininae
        - Род Delphinus
          - Краткокљуни обични делфин, Delphinus delphis
          - Дугокљуни обични делфин, Delphinus capensis
          - Арапски обични делфин, Delphinus tropicalis

        - Род Lagenodelphis
          - Фрејзеров делфин, Lagenodelphis hosei

        - Род Sousa
          - Атлантски грбави делфин, Sousa teuszi
          - Индијски грбави делфин, Sousa plumbea
          - Индо-пацифички грбави делфин, Sousa chinensis

        - Род Stenella (syn. Clymenia, Micropia, Fretidelphis, Prodelphinus)
          - Тропски пегави делфин, Stenella attenuata
          - Атлантски пегави делфин, Stenella frontalis
          - Вртећи делфин, Stenella longirostris
          - Клименски делфин, Stenella clymene
          - Пругасти делфин, Stenella coeruleoalba

        - Род Tursiops
          - Обични кљунасти делфин, Tursiops truncatus
          - Индо-пацифички кратконоси делфин, Tursiops aduncus
          - Бурунански делфин, Tursiops australis

      - Потпородица Lissodelphininae
        - Род Cephalorhynchus (syn. Eutropia)
          - Комерсонов делфин, Cephalorhynchus commersonii
          - Чилеански делфин, Cephalorhynchus eutropia
          - Хевисајдов делфин, Cephalorhynchus heavisidii
          - Хекторов делфин, Cephalorhynchus hectori

        - Род Lissodelphis (syn. Tursio, Leucorhamphus)
          - Северни глатки кит делфин, Lissodelphis borealis
          - Јужни глатки кит делфин, Lissodelphis peronii

      - Потпородица Orcininae
        - Род Feresa
          - Патуљасти кит убица, Feresa attenuata

        - Род Globicephala (syn. Sphaerocephalus, Globiceps, Globicephalus)
          - Гринд (пилотски кит), Globicephala melas
          - Гринд (пилотски кит) кратких пераја, Globicephala macrorhyncus

        - Род Grampus (syn. Grampidelphis, Grayius)
          - Рисов делфин, Grampus griseus

        - Род Orcaella
          - Иравадијски делфин, Orcaella brevirostris
          - Аустралијски краткоперајни делфин, Orcaella heinsohni

        - Род Orcinus (syn. Orca, Ophysia, Gladiator)
          - Кит убица (орка), Orcinus orca

        - Род Peponocephala
          - Тиквоглави кит, Peponocephala electra

        - Род †Platalearostrum (тупоноси делфин)
          - †Хокеманов тупоноси делфин, Platalearostrum hoekmani

        - Род Pseudorca (syn. Neorca)
          - Лажни кит убица, Pseudorca crassidens

      - Потпородица Stenoninae
        - Род Sotalia (syn. Tucuxa)
          - Tucuxi, Sotalia fluviatilis
          - Costero, Sotalia guianensis

        - Род Steno (syn. Glyphidelphis, Stenopontistes)
          - Грубозуби делфин, Steno bredanensis

      - Потпородица incertae sedis
        - Род Lagenorhynchus
          - Белокљуни делфин, Lagenorhynchus albirostris
          - Атлантски белобоки делфин, Lagenorhynchus acutus
          - Тихоокеански белобоки делфин, Lagenorhynchus obliquidens
          - Мрки делфин, Lagenorhynchus obscurus
          - Јужни белобоки делфин, Lagenorhynchus australis
          - Делфин крсташ , Lagenorhynchus cruciger

    - Породица Monodontidae
      - Потпородица Delphinapterinae
        - Род Delphinapterus
          - Белуга, Delphinapterus leucas

      - Потпородица Monodontinae
        - Род Monodon
          - Нарвал, Monodon monoceros

    - Породица Phocoenidae: плискавице
      - Потпородица Phocoeninae
        - Род Neophocaena (syn. Meomeris)
          - Безперајаста плискавица, Neophocaena phocaenoides

        - Род Phocoena (syn. Australophocaena, Acanthodelphis)
          - Лучка плискавица, Phocoena phocaena
          - Калифорнијска морска свиња, Phocoena sinus
          - Плискавица наочарка, Phocoena dioptrica
          - Бурмајстерова плискавица, Phocoena spinipinnis

      - Потпородица Phocoenoidinae
        - Род Phocoenoides
          - Далова плискавица, Phocoenoides dalli

  - Натпородица Inioidea, речни делфини
    - Породица Iniidae
      - Род Inia
        - Боливијски речни делфин, Inia boliviensis
        - Амазонски делфин, Inia geoffrensis
        - Арагвајски речни делфин, Inia araguaiaensis

    - Породица Pontoporiidae
      - Род Pontoporia
        - Лаплатски делфин, Pontoporia blainvillei

  - Натпородица Platanistoidea, речни делфини
    - Породица Platanistidae
      - Род Platanista
        - Индијски речни делфин, Platanista gangetica

  - Натпородица Lipotoidea, речни делфини (потенцијално изумрли)
    - Породица Lipotidae
      - Род Lipotes
        - Кинески речни делфин, Lipotes vexillifer

  - Натпородица Physeteroidea, уљешуре
    - Породица Kogiidae
      - Род Kogia
        - Патуљаста уљешура, Kogia sima
        - Пигмејска уљешура , Kogia breviceps

    - Породица Physeteridae: породица уљешура
      - Род Physeter
        - Уљешура, Physeter macrocephalus

  - Натпородица Ziphioidea, кљунасти китови
    - Породица Ziphidae, кљунасти китови
      - Потпородица Berardiinae
        - Род Berardius, џиновски кљунасти китови
          - Јужни црни кит, Berardius arnuxii
          - Северни црни кит (North Pacific bottlenose whale), Berardius bairdii

      - Потпородица Hyperoodontinae
        - Род Hyperoodon
          - Паткаста уљешура, Hyperoodon ampullatus
          - Јужна паткаста уљешура, Hyperoodon planifrons

        - Род Indopacetus
          - Тропски кљунасти кит (Лонгманов кљунасти кит), Indopacetus pacificus

        - род Mesoplodon, кљунасти китови
          - Хекторов кљунасти кит, Mesoplodon hectori
          - Труов кљунасти кит, Mesoplodon mirus
          - Жервеов кљунасти кит, Mesoplodon europaeus
          - Совербијев кљунасти кит, Mesoplodon bidens
          - Грејев кљунасти кит, Mesoplodon grayi
          - Патуљасти кљунасти кит, Mesoplodon peruvianus
          - Новозеландски кљунасти кит, Mesoplodon bowdoini
          - Широкозуби кљунасти кит, Mesoplodon traversii or Mesoplodon bahamondi[15]
          - Хабсов кљунасти кит, Mesoplodon carlhubbsi
          - Гинкозуби кљунасти кит, Mesoplodon ginkgodens
          - Штејнегеров кљунасти кит, Mesoplodon stejnegeri
          - Кривозуби кит, Mesoplodon layardii
          - Бленвилов кљунасти кит, Mesoplodon densirostris
          - Патуљасти кљунасти кит, Mesoplodon peruvianus
          - Деранијагалов кљунасти кит, Mesoplodon hotaula

      - Потпородица Ziphiinae
        - Род Tasmacetus
          - Шепардов кљунасти кит (Shepherd's beaked whale), Tasmacetus shepherdi

        - Род Ziphius
          - Кувијеов кљунасти кит, Ziphius cavirostris'’

## Биологија

### Анатомија
Китови зубани имају тела у облику торпеда са несавитљивим вратовима, удове модификоване у пераја, немају ушне шкољке, велико репно пераје и лоптасте главе (осим уљешура). Њихове лобање имају мале очне дупље, дуге кљунове (осим уљешура) и очи постављене бочно на глави. Китови зубани се крећу у величини од 1,4 м и 54 кг (калифорнијска морска свиња) до 20 м и 55 т код уљешуре. У просеку, мањи су од својих рођака, китова усана (Mysticeti). Више врста има сексуални диморфизам, при чему су женке веће од мужјака. Изузетак је уљешура, која има мужјаке веће од женки.
Одонтоцети, попут уљешуре, поседују зубе са цементним ћелијама које прекривају ћелије дентина. За разлику од људских зуба, који се углавном састоје од глеђи на делу зуба изван десни, китови зуби имају цемент изван десни. Само код већих китова, где се цемент истроши на врху зуба, види се глеђ. Изузев уљешура, већина китова зубана је мања од китова усана. Зуби се значајно разликују међу врстама. Они могу бити бројни, с неким делфинима који у чељустима носе преко 100 зуба. На другој крајности су нарвал са својом једном дугом кљовом и готово безуби кљунасти китови са зубима налик кљовама само у мужјака. Не верује се да све врсте користе своје зубе за храњење. На пример, уљешура вероватно користи зубе за агресију и показивање.
Дисање укључује избацивање устајалог ваздуха из њиховог јединог дисајног отвора, формирајући усправан млаз паре, праћено удисањем свежег ваздуха у плућа. Облици млаза разликују се међу врстама, што олакшава идентификацију. Млаз се формира само када се топли ваздух из плућа сусреће са хладним ваздухом, тако да се не формира у топлијим климама, као код речних делфина.
Скоро сви китови имају дебели слој сала, са изузетком речних делфина. Код врста које живе у близини полова, сало може бити дебело и до 28 цм. Ово сало може помоћи у плутању и заштити донекле, јер грабљивци ће тешко проћи кроз дебели слој масти, енергију за пост током мршавијег времена и изолацију од оштрије климе. Телад (младунци) се рађају са само танким слојем сала, али неке врсте то надокнађују густим лануго-длакама.</ref>
Китови зубани су такође развили способност да складиште велике количине естара воска у свом масном ткиву као додатак или потпуну замену осталих масти у својм салу. Могу да производе изовалеричну киселину из масних киселина разгранатог ланца (БЦФА). Ове адаптације су јединствене, постоје само у новијим, изведеним родовима и вероватно су део транзиције да врсте постану дубљи рониоци, јер су породице китова зубана (Physeteridae, Kogiidae, и Ziphiidae) које имају највеће количине естара воска и БЦФА у свом салу уједно и врсте које роне најдубље и најдуже време.
Китови зубани имају двокоморни желудац сличне структуре као копнени месоједи. Имају фундусну и пилоричну комору.

### Кретање
Китови имају два пераја напред и репно пераје. Ова пераја садрже четири прста. Иако китови зубани немају потпуно развијене задње удове, неки, попут уљешура, поседују дискретне рудиментарне остатке који могу садржавати стопала и прсте. Китови зубани су брзи пливачи у односу на туљане, који обично крстаре при 5–15 чворова или 9–28 km/h; уљешура, за поређење, може да путује брзином до 35 km/h. Спајање вратних пршљенова, истовремено повећавајући стабилност при пливању великим брзинама, смањује флексибилност, чинећи их неспособнима да окрећу главу; речни делфини, међутим, имају несрасле вратне пршљенове и могу окретати главу. Приликом пливања, китови зубани ослањају се на репна пераја да би их покренули кроз воду. Кретање пераја је континуирано. Они пливају померајући репно перајо и доњи део тела горе-доле, гурајући се напред вертикалним кретањем, док се предња пераја углавном користе за управљање. Неке врсте искачу из воде, што може омогућити брже кретање. Њихова скелетна анатомија омогућава им да буду брзи пливачи. Већина врста има леђно пераје.
Већина китова зубана прилагођена је за роњење до великих дубина, а морске свиње су изузетак. Поред хидродинамичних тела, они могу успорити своје откуцаје срца ради очувања кисеоника; крв се преусмерава из ткива толерантних на притисак воде у срце и мозак међу осталим органима; хемоглобин и миоглобин складиште кисеоник у телесном ткиву; и имају двоструко већу концентрацију миоглобина него хемоглобина. Пре него што крену на дуге зароне, многи китови зубани показују понашање које је познато као сондирање; они остају близу површине за серију кратких, плитких зарона, притом градећи резерве кисеоника, а затим врше велики зарон.

### Чула
Очи китова зубана су релативно мале за њихову величину, али ипак задржавају добар степен вида. Поред овога, очи су постављене на бочним странама главе, па се њихов вид састоји од два поља, а не од бинокуларног погледа какав људи имају. Када белуга изрони, његова очна сочива и рожњаче исправљају кратковидост, која је резултат преламања светлости; садрже ћелије штапића и чепића, што значи да се могу видети и при слабом и при јаком светлу. Међутим, недостају им визуелни пигменти осетљиви на кратке таласне дужине у ћелијама чепића, што указује на ограниченију способност за вид у боји од већине сисара. Већина китова зубана има благо спљоштене очне јабучице, проширене зенице (које се сужавају док се китови зубани приближавају површини, што спречава оштећење), благо спљоштене рожњаче и стакласто тело; ове адаптације омогућавају да велике количине светлости прођу кроз око, а самим тим и врло јасну слику околног подручја. У води китови могу да виде око 10,7 м испред себе, али имају мањи домет изнад воде. Такође имају жлезде на капцима и спољњем слоју рожњаче које делују као заштита за рожњачу.‍:505–519
Мирисни режњеви мозга нису присутни код китова зубана, а за разлику од китова усана, недостаје им вомероназални орган, што сугерише да немају чуло мириса.‍:481–505
Не сматра се да китови зубани имају добро чуло укуса, јер су њихове папиле на језику атрофирале или их уопште нема. Међутим, неки делфини имају склоности према неким врстама риба, што указује на неку врсту повезаности са укусом.‍:447–455

### Сонар
Дијаграм који приказује стварање, ширење и пријем звука код кита зубана. Одлазни звукови су црвени, а долазни зелени
Китови зубани су у стању да емитују широк спектар звука користећи носне врећице које се налазе одмах испод дисајног отвора. Отприлике се могу препознати три категорије звука: звиждање са модулацијом фреквенције, праскање и кликови. Делфини комуницирају помоћу звукова налик звиждуцима произведеним вибрирањем везивног ткива, слично начину функционисања људских гласница, и путем звукова пуцања, иако природа и опсег те способности нису познати. Кликови су усмерени и користе се за ехолокацију, често се јављају у кратком низу који се зове клик воз. Учесталост кликова повећава се када се приближе предмету који их занима. Кликови китова зубана су један од најгласнијих звукова морских животиња.
Китово ухо има специфичне адаптације морском окружењу. Код људи, средње ухо изједначава разлике између малог отпора спољног ваздуха и велоког отпора кохлеарне течности у пужу унутрашњег уха. Код китова и других морских сисара не постоји велика разлика између спољашњег и унутрашњег окружења. Уместо да звук пролази преко спољног уха до средњег уха, китови примају звук кроз грло, одакле он пролази кроз шупљину испуњену масноћом до унутрашњег уха. Ухо је звучно изоловано од лобање помоћу џепова синуса испуњених ваздухом, који омогућавају веће усмерење слуха под водом. Китови зубани шаљу високофреквентне кликове са органа познатог као диња. Ова диња се састоји од масти и лобања сваког створења која садржи диње имаће велико улегнуће. Величина диње варира од врста, што је већа, више зависе од ње. На пример, кљунасти кит има мало испупчење на врху лобање, док је глава уљешуре испуњена углавном дињом.‍:1–19
Откривено је да кратконоси делфини имају личне звиждуке који су јединствени за одређену јединку. Ове звиждуке користе делфини како би међусобно комуницирали идентификовањем појединца. Могу се посматрати као еквивалент имена код делфина. Пошто су делфини углавном удружени у групе, комуникација је неопходна. Маскирање сигнала је када други слични звукови (конспецифични звукови) ометају оригинални звук. У већим групама појединачни звукови звиждука су мање истакнути. Делфини путују у јатима, у којима се групе делфина крећу од два до 1000.

## Животни циклус и понашање

### Интелигенција
Познато је да китови комуницирају и зато су у стању да подучавају, уче, сарађују, планирају и жале. Неокортекс (мождана кора) многих врста делфина дом је издужених вретенастих неурона који су пре 2007. били познати само у хоминидима. У људи су ове ћелије укључене у друштвено понашање, емоције, просуђивање и теорију ума. Вретенасти неурони делфина налазе се у деловима мозга хомологним оним где се налазе у људи, што сугерише да обављају сличну функцију.
Величина мозга се раније сматрала главним показатељем интелигенције животиње. Будући да се највећи део мозга користи за одржавање телесних функција, већи односи мозга и телесне масе могу повећати количину мождане масе која је доступна за сложеније когнитивне задатке. Алометријска анализа показује да се величина мозга сисара креће око две трећине или три четвртине експонента телесне масе. Поређење величине мозга одређене животиње са очекиваном величином мозга на основу такве алометријске анализе даје квоцијент енцефализације који се може користити као још један показатељ интелигенције животиња. Уљешуре имају највећу мождану масу од свих животиња на земљи, у просеку 8.000 cm³ и 7.8 кг код зрелих мужјака, у поређењу са просечним људским мозгом који у одраслих мушкараца просечно износи 1.450 cm³. Однос масе мозга и тела у неких одонтоцета, попут белуга и нарвала, мањи је само од људи.
Познато је да су делфини укључени у сложене игре, што укључује и стварање стабилних подводних прстенова мехурића. Две главне методе стварања прстенова од мехурића су: брзо дување ваздуха у воду и омогућавање да се подигне на површину, формирајући прстен, или пливајући више пута у круг, а затим удувава ваздух у спиралне вртложне струје настале на тај начин. Такође се чини да уживају у грижењу вртложних прстенова, тако да се разбију у много засебних мехурића, а затим се брзо издижу на површину. Познато је да делфини користе овај метод током лова. Делфини су такође знали да користе алате. У Заливу Ајкула, популација индо-пацифичких делфина постављала је сунђере на кљун како би их заштитила од огреботина и убода ража док се хране на морском дну. Такво се понашање преноси с мајке на кћер, а примећено је само код 54 женске јединке.
Самосвест је, по некима, знак високо развијеног, апстрактног мишљења. Сматра се да самосвесност, иако није добро дефинисана научно, претеча напреднијих процеса попут метакогнитивног резоновања (размишљања о размишљању) који су типични за људе. Истраживања на овом пољу сугеришу да китови, између осталог, поседују самосвест. Најчешћи тест за самоспознавање код животиња је тест огледала, у коме се на тело животиње поставља привремена боја, а животињи се затим даје огледало; тада се утврђује да ли животиња показује знаке самопрепознавања. 1995. године Мартен и Псаракос користили су телевизију за тестирање самосвести делфина. Показали су делфинима њихове снимке уживо, снимљене снимке, и још једног делфина. Закључили су да њихови докази сугеришу самосвесност, а не социјално понашање. Иако се та посебна студија од тада није поновила, делфини су од тада „положили“ тест огледала.

### Вокализација
Делфини су способни да испуштају широки распон звука користећи назалне ваздушне кесице које се налазе одмах испод дисајног отвора. Отприлике се могу препознати три категорије звука: звиждуци који мењају фреквенцију, звукови пуцкетања и кликови. Делфини комуницирају са звуковима налик звиждуцима произведеним вибрирањем везивног ткива, слично начину функционисања људских гласница, и звуковима пуцања, иако природа и опсег те способности нису познати. Кликови су усмерени и намењени су ехолокацији, често се јављају у кратком низу који се зове клик воз. Учесталост кликова повећава се када се приближе предмету који их занима. Кликови за ехолокацију делфина један су од најгласнијих звукова морских животиња.
Откривено је да неки делфини имају индивидуалне звиждуке, звиждук јединствен за специфичну јединку. Ови звиждуци користе делфинима који би међусобно комуницирали да идентификују појединца. Може се посматрати као еквивалент имена код делфина. Ови лични звиждуци развијају се током прве године делфина; делфин наставља да одржава исти звук током свог животног века. Слушно искуство утиче на развој звиждука сваког делфина. Делфини су у стању да комуницирају једни са другима, обраћајући се другом делфину опонашајући његов звиждук. Звиждук потписа мушког делфина (енгл. Bottlenose dolphins) сличан је звиждуку мајке, док се звиждук потписа женског делфина више разликује. Ови делфини имају јаку меморију када је реч о овим звиждуцима потписа, јер могу поновити звиждуке потписа с којима се нису сусрели више од двадесет година. Истраживања рађена на коришћењу звиждука потписа других врста делфина релативно су ограничена. Досадашња истраживања о другим врстама дала су различите исходе и неодлучне резултате.
Уљешуре могу произвести три специфичне вокализације: пуцкетање (шкрипање), коде и споре кликови. Шкрипање је брзи низ кликова на високој фреквенцији који звуче као шкрипање шарки. Обично се користи приликом приближавања плену.‍:135 Кода је кратак узорак од 3 до 20 кликова који се користи у социјалним ситуацијама да се идентификују (попут звиждука за препознавање), али још увек није познато да ли уљешуре поседују појединачно специфичне репертоаре кода, или да ли појединци производе коде различитом брзином. Спори кликови чују се само у присуству мужјака (није сигурно да ли их женке повремено чине). Мужјаци праве много спорих кликова у узгајалиштима (74% времена), како у близини површине тако и на дубини, што упућује на то да су то примарно сигнали парења. Изван размножавања ријетко се чују спори кликови и обично у близини површине.‍:144
| Тип клика | Јачина на извору (dB) | Усмереност | Центроидна фреквенција (kHz) | Интервал између кликова (s) | Трајање клика (ms) | Трајање пулса (ms) | Домет чујан уљешури (km) | Претпостављена функција   | Узорак звука |
| --------- | --------------------- | ---------- | ---------------------------- | --------------------------- | ------------------ | ------------------ | ------------------------ | ------------------------- | ------------ |
| Обичан    | 230                   | Висока     | 15                           | 0.5–1.0                     | 15–30              | 0.1                | 16                       | тражење плена             |              |
| Пуцкетав  | 205                   | Висока     | 15                           | 0.005–0.1                   | 0.1–5              | 0.1                | 6                        | прилажење плену           |              |
| Кода      | 180                   | Ниска      | 5                            | 0.1–0.5                     | 35                 | 0.5                | ~2                       | социјално споразумевање   |              |
| Спор      | 190                   | Ниска      | 0.5                          | 5–8                         | 30                 | 5                  | 60                       | споразумевање код мужјака |              |

### Исхрана и лов
Сви китови су месождери и грабљивци. Одонтоцете се, у целини, хране рибом и главоношцима, а потом следе ракови и шкољке. Све врсте су генералистичке и опортунистичке у исхрани. Неке се могу хранити заједно са другим врстама животиња, као што су друге врсте китова или одређене врсте перајара. Један од уобичајених метода храњења је у крду, при чему јато китова зубана збије јато риба у малу запремину, познату као лоптасти мамац. Потом поједини чланови наизменично ору кроз лопту, хранећи се омамљеном рибом. Ограђивање је метода где делфини јуре рибу у плитку воду да би их лакше уловили. Познати су и китови убице и дугоноси делфини који свој плен нагоне на обалу како би се хранили њиме, понашање познато као храњење насуканима или храњење на плажи. Облик њушке може бити у корелацији са бројем зуба и на тај начин механизмима за храњење. Нарвал се са својом тупом њушком и мало зуба ослања се на храњење усисавањем.
Уљешуре обично роне између 300 и 800 метара, а понекад и 1 до 2 километра, у потрази за храном.‍:79 Такви зарони могу трајати више од сат времена.‍:79 Они се хране са неколико врста, пре свега џиновским лигњама, али и другим лигњама, хоботницама и рибама попут дубинских ража, али њихова храна су углавном лигње средње величине.‍:43–55 Могу узети неки плен случајно док једу друге ствари.‍:43–55 Истраживање на Галапагосу открило је да су лигње из родова Histioteuthis (62%), Ancistrocheirus (16%), и Octopoteuthis (7%) тежине између 12 и 650 грама најчешћи плен. Битке између уљешура и дивовских лигњи или колосалних лигњи људи никада нису приметили; међутим, верује се да беле ожиљке изазивају велике лигње. Студија из 2010. године сугерише да женке уљешуре могу сарађивати приликом лова на Хумболтове лигње.
Познато је да кит убица лови многе друге врсте китова зубана. Један пример је лажни кит убица. Да би савладали и убили китове, орке их непрестано ударају главама; ово понекад може убити китове или их тешко повредити. Други пут, сатерују свој плен у плићак пре него што нападну. Обично их лове групе од 10 или мање китова убица, али их ретко напада појединац. Младунце чешће лове китови убице, али и одрасли могу бити мета. Групе чак нападају и веће китове попут сивих китова, а ретко и уљешуре или плаве китове. Остале врсте плена од морских сисара укључују скоро 20 врста туљана, морског лава и фока крзнашица.
Ови китови су мета копненим и пагофилним (који лове фоке) грабљивцима. Поларни медвед је добро прилагођен за лов на арктичке китове и телад. Познато је да медведи користе тактику "седи и чекај", као и активно праћење и гоњење плена на леду или води. Китови смањују шансу за предаторе окупљањем у групама. То, међутим, значи мање простора око отвора за дисање јер лед полако затвара јаз. Када су на мору, китови зароне ван досега китова убица који лове на површини. Напади поларних медведа на белуге и нарвале обично су успешни зими, али ретко наносе штету лети.
За већину мањих врста делфина само су неки од већих морских паса, попут суморне ајкуле, тиграсте и велике беле ајкуле потенцијални ризик, посебно за младе. Делфини могу да толеришу и опораве се од екстремних повреда (укључујући уједе морских паса), мада се не знају тачне методе којима се то постиже. Процес зарастања је брз, па чак и врло дубоке ране не доводе до искрварења код делфина. Чак се и зјапеће ране обнављају на такав начин да се обнавља облик тела животиње, а инфекције тако великих рана су ретке.

### Животни циклус
Китови зубани су потпуно водена створења, што значи да се њихово рођење и удварање одвијају веома различито од копнених и полуакватичних бића. Пошто нису у могућности да оду на копно да би се породили, они рађају своје младе с плодом који је постављен репом напред. Ово спречава да се теле утопи током порођаја, и након њега. Да би нахранили новорођенче, китови зубани, пошто су водени, морају прскати млеко у уста телета. Будући сисари, имају млечне жлезде које се користе за дојење телади; они се одбију од сисе у доби од око 11 месеци. Ово млеко садржи велике количине масти што би требало да убрза развој сала; садржи толико масти да има конзистенцију пасте за зубе. Женке рађају по једно теле, при чему трудноћа траје око годину дана, зависност од мајке од једне до две године, а зрелост око седам до 10 година, а све зависи од врста. Овај начин репродукције производи мало потомства, али повећава вероватноћу преживљавања сваког од њих. Женке, које се називају "краве", сносе одговорност за бригу о деци, јер мужјаци, који се називају "бикови", не играју никакву улогу у узгоју телади.
Код китова убица, лажних китова убица, краткоперајних пилотских китова, нарвала и белуга, код женки постоји необично дуг пост-репродуктивни животни век (менопауза). Старије женке, иако нису у стању да имају сопствено дете, играју кључну улогу у узгоју других телади у јату, па је у том смислу, с обзиром на трошкове трудноће, нарочито у поодмаклој доби, продужена менопауза повољна.

## Интеракција са људима

### Претње

#### Китолов на уљешуре
Глава уљешуре напуњена је воштаном течношћу која се зове спермацети. Ова течност се може рафинирати у восак и уље од уљешуре. Они су били много тражени од китоловаца из 18, 19. и 20. века. Ове супстанце су нашле разне комерцијалне примене, као што су свеће, сапун, козметика, машинско уље, друга специјализована мазива, уље за лампе, оловке, бојице, хидроизолација коже, материјали за заштиту од рђе и многа фармацеутска једињења. Амбергрис, чврста, воштана, запаљива супстанца произведена у пробавном систему уљешуре, такође је тражена као фиксатив у производњи парфема.
Китолов уљешуре у 18. веку почео је малим бродовима који су носили само пар китоловачких чамаца (понекад само један). Како су се обим и величина флоте повећавали, тако се и врста бродова променила. У 19. веку чврсти бродови са квадратним једрима (и касније барке) превладавали су у флоти, те су их послали у Тихи океан (први је био британски китоловац Емилија, 1788), Индијски океан (1780) па чак и до Јапана (1820) и обале Арабије (1820-их), као и Аустралије (1790-их) и Новог Зеланда (1790-их).
У овом периоду лов на уљешуре био је ноторно опасна ствар за посаде китоловаца из 19. века. Иако је правилно харпунирани кит углавном показивао прилично конзистентан образац покушаја бежања под воду до тачке исцрпљености (у том тренутку би испливао и не би пружао даљи отпор), није било ретко да се китови разљуте и окрену нападу на гонеће китоловце на површини, посебно ако су је већ ранили поновљени покушаји гађања харпуном. Уобичајена тактика китова била је да се окрену и силовито тресну површину воде својим репом, певрћући и дробећи чамце у близини.
Процењена историјска популација уљешура у свету износила је 1.100.000 пре него што је започео комерцијални китолов почетком 18. века. До 1880. године смањила се за око 29%. Од тог датума па све до 1946. године, чини се да се популација донекле опорављала како се притисак китолова смањио, али након Другог светског рата, са фокусом индустрије на уљешуре, популација је још више опала на само 33%. У 19. веку, између 184.000 и 236.000 уљешура су убиле разне китоловачке нације, док је у модерно доба изловљено најмање 770.000, већина између 1946. и 1980. Преостала популација китова је довољно велика да је статус врсте рањива, а не угрожена. Међутим, опоравак од година китолова је спор процес, посебно у јужном Тихом океану, где је губитак мужјака у узгојном узрасту био велик.

#### Лов на делфине
Делфини и морске свиње лове се у активности познатој као лов на делфине (енгл. Dolphin drive hunting). То се постиже гоњењем јата чамцима и обично у залив или на плажу. Њихов бег спречен је затварањем рута до океана другим чамцима или мрежама. Делфини се лове на овај начин на неколико места широм света, укључујући Соломонова острва, Фарска острва, Перу и Јапан, где су најпознатији стручњаци ове методе. По броју, делфини се углавном лове ради меса, мада неки завршавају у делфинаријумима. Упркос контроверзној природи лова која је резултирала међународним критикама и могућим здравственим ризиком који често загађено месо изазива, хиљаде делфина сваке године се ухвате у лову гоњењем.
У Јапану лов обавља одабрана група рибара. Када је примећено јато делфина, риболовци их сатерујуу у залив док лупају металним шипкама по води како би преплашили и збунили делфине. Кад су делфини у заливу, он се брзо затвара мрежама тако да делфини не могу да побегну. Делфини се обично не хватају и убијају одмах, већ се остављају да се смире преко ноћи. Следећег дана, делфини су ухваћени један по један и убијани. Убијање животиња некада се вршило резањем грла, али јапанска влада је забранила ову методу, а сада делфини могу званично бити убијени само тако што ће металном иглом убости делфина у врат, због чега они умиру у року од неколико секунди - по мишљењу извршног секретара Јапанске китолошке конференције о зоолошким вртовима и акваријумима (енгл. Japan Cetacean Conference on Zoological Gardens and Aquariums). Анализа ветеринарског тима 2011. године са снимцима јапанских ловаца који су убијали пругасте делфине овом методом сугерисала је да је, у једном случају, смрт трајала четири минута.
Пошто је велики део критика резултат фотографија и видео снимака снимљених током лова и клања, сада је уобичајено да се коначно хватање и клање одигра на лицу места унутар шатора или испод пластичног покрова, ван видокруга јавности. Вероватно се најчешће приказују снимци погона и накнадног процеса хватања и клања снимљени у Футоу, у Јапану, у октобру 1999. године, снимљени од јапанске организације за заштиту животиња (енгл. Elsa Nature Conservancy). Део овог снимка између осталог је приказан и на ЦНН-у. Последњих година видео је такође постао широко распрострањен на интернету и приказан је у документарцу о добробити животиња (енгл. Earthlings), мада је метода убијања делфина као што је приказано у овом видеу сада званично забрањена. 2009. године објављен је критички документарац о лововима у Јапану под називом "Увала" (енгл. The Cove) и приказан између осталог и на Санденс Филмском Фестивалу.

#### Друге претње
Китове зубане људи могу индиректније да угрозе. Они се ненамерно хватају у риболовне мреже комерцијалним риболовом као прилов и случајно гутају риболовне куке. Хватање у мреже и утапање значајни су узроци смртности китова и других морских сисара. Морске свиње се обично заплету у мреже за риболов. На китове утиче и загађење мора. У овим животињама се акумулирају високи нивои органских хемикалија будући да су оне високо у ланцу хране. Имају велике резерве сала, нарошито китови зубани, јер су они више у хранидбеном ланцу од китова усана. Дојеће мајке могу токсине пренети на своје младе. Ови загађивачи могу изазвати гастроинтестинални карцином и већу осетљивост на заразне болести. Могу се отровати и гутањем смећа, попут пластичних кеса. Загађење реке Јангце довело је до истребљења баија. Заштитници животне средине нагађају да напредни морнарички сонар угрожава неке китове. Неки научници сугеришу да сонар може потакнути насукавање китова и указују на знакове да су такви китови имали декомпресиону болест.